# Karl Martin
Karl Martin è un personaggio della serie televisiva Lost, interpretato da Blake Bashoff.

## Biografia
Fa parte del gruppo di bambini rapiti dagli Altri.
Nell'episodio Storia di due città, viene imprigionato da Ben all'Idra per paura che possa mettere incinta Alex, sua fidanzata e figlia adottiva di Ben, viste le conseguenze che il partorire sull'isola comporta. Ben lo costringerà, inoltre, a guardare un video per il lavaggio del cervello, ma verrà salvato da Sawyer e Kate, che torneranno con lui nell'isola principale. Il mattino seguente, nonostante la sua paura di essere ucciso, Sawyer lo convincerà a ritornare al campo degli Altri da Alex.
Verso la fine della terza stagione, Alex manda Karl all'accampamento dei sopravvissuti del volo 815 per avvisarli che alcuni degli Altri stavano arrivando per rapire le donne incinte.
Karl muore, insieme a Danielle Rousseau, nell'ottavo episodio della quarta stagione mentre, insieme anche ad Alex, stavano fuggendo verso il Tempio, ucciso da alcuni membri della nave di Charles Widmore.